# Wallissches Produkt
Das wallissche Produkt, auch Wallis-Produkt, ist eine Produktdarstellung der Kreiszahl {\displaystyle \pi }, das heißt, es handelt sich um ein Produkt mit unendlich vielen Faktoren, dessen Grenzwert {\displaystyle \pi } ist. Es wurde 1655 von dem englischen Mathematiker John Wallis entdeckt. Dazu nutzte er eine schachbrettartige 'Interpolation' zwischen den (in ganzen Dimensionen) figurierten Zahlenfolgen des Pascalschen Dreiecks zur Bestimmung von 4/{\displaystyle \pi } als mittleren Binomialkoeffizienten zwischen nullter und erster Dimension. Im Jahr 2015 wurde erstmals ein Zusammenhang mit quantenmechanischen Berechnungen bezüglich des Wasserstoffatoms festgestellt.

## Formel
Üblich ist die Darstellung des Produktes in der Form:
{\displaystyle {\frac {\pi }{2}}={\frac {2}{1}}\cdot {\frac {2}{3}}\cdot {\frac {4}{3}}\cdot {\frac {4}{5}}\cdot {\frac {6}{5}}\cdot {\frac {6}{7}}\cdot \dots }
Über eine Umformung ergibt sich die Kurzschreibweise des Wallisproduktes wie folgt:
{\displaystyle {\frac {\pi }{2}}=\left({\frac {2}{1}}\cdot {\frac {2}{3}}\right)\cdot \left({\frac {4}{3}}\cdot {\frac {4}{5}}\right)\cdot \left({\frac {6}{5}}\cdot {\frac {6}{7}}\right)\cdot \ \dots =\prod _{i=1}^{\infty }{\frac {(2i)(2i)}{(2i-1)(2i+1)}}=\prod _{i=1}^{\infty }{\frac {4\,i^{2}}{4\,i^{2}-1}}=\prod _{i=1}^{\infty }\left(1+{\frac {1}{4i^{2}-1}}\right)}
Für den Kehrwert folgt
{\displaystyle {\frac {2}{\pi }}=\prod _{i=1}^{\infty }{\bigg (}1-{\frac {1}{4\,i^{2}}}{\bigg )}}.
Die Konvergenz dieses Produktes folgt aus der Konvergenz der unendlichen Reihe
{\displaystyle \sum _{i=1}^{\infty }{\frac {-1}{4\,i^{2}}}} bzw. {\displaystyle \sum _{i=1}^{\infty }{\frac {1}{i^{2}}}}.
Eine weitere Darstellung für das Wallissche Produkt lautet
{\displaystyle {\frac {\pi }{4}}=\prod _{a=1}^{\infty }{\frac {4a(a+1)}{(2a+1)^{2}}}}.

## Konvergenzgeschwindigkeit
| n                                    | 2·Produkt   | 2·Produkt / Pi | relativer Fehler |
| ------------------------------------ | ----------- | -------------- | ---------------- |
| 1                                    | 2,7         | 0,85           | 15 %             |
| 2                                    | 2,8         | 0,91           | 09 %             |
| 3                                    | 2,9         | 0,93           | 07 %             |
| 10                                   | 3,07        | 0,976          | 02,4 %           |
| 100                                  | 3,134       | 0,9975         | 00,25 %          |
| 1000                                 | 3,1408      | 0,99975        | 00,025 %         |
| 10000                                | 3,14151     | 0,999975       | 00,0025 %        |
| 100000                               | 3,141585    | 0,9999975      | 00,00025 %       |
| 1000000                              | 3,1415918   | 0,99999975     | 00,000025 %      |
| {\displaystyle \lim _{n\to \infty }} | 3,14159265… | 1,00000000…    | 0 %              |

Zur effizienten Berechnung einer Näherung von Pi ist die Formel nicht geeignet. Berechnet man etwa die ersten 5 Terme des Wallischen Produkts und verdoppelt das Ergebnis, so erhält man als Näherung für Pi:
{\displaystyle 2\cdot \prod _{i=1}^{5}{\frac {4\cdot i^{2}}{4\cdot i^{2}-1}}\approx 3{,}002}
Mit dieser Näherung konnte nicht einmal die erste Nachkommastelle korrekt bestimmt werden.
Nach Ausmultiplizieren der ersten 50 Terme ergibt sich ein Quotient aus zwei 160-stelligen Zahlen, der aber für Pi nur die Näherung 3,126 liefert, also nicht einmal 2 Nachkommastellen korrekt angibt. Da 3,126/3,14159 = 0,9950 ist, ist der relative Fehler etwa 0,5 %. Die Konvergenzgeschwindigkeit ist langsamer als linear.
Die nebenstehende Tabelle gibt für einige ausgewählte Werte von {\displaystyle N} an, wie gut die Approximation von Pi ist, die man nach Ausmultiplizieren von {\displaystyle N} Termen im wallisschen Produkt erhält. Die Tabelle legt die Vermutung nahe, dass der Fehler nach Ausmultiplizieren von {\displaystyle N} Termen in etwa {\displaystyle {\tfrac {25}{N}}\%} beträgt (z. B. nach 100 Termen: 0,25 % = {\displaystyle {\tfrac {1}{400}}}).
Dies kann man auch durch folgende mathematische Überlegung beweisen: Der Quotient zwischen der Approximation und dem gewünschten Wert ist gleich dem unendlichen Produkt
{\displaystyle \prod _{i=N+1}^{\infty }{\bigg (}1-{\frac {1}{4\,i^{2}}}{\bigg )}}
Mit Hilfe der Rechenregeln für Logarithmen, der Abschätzung {\displaystyle \log(1+x)\approx x} (für kleine {\displaystyle x}) sowie durch Approximation einer unendlichen Summe durch ein Integral sieht man, dass dieses Produkt ungefähr den folgenden Wert hat:
{\displaystyle \exp \left(\int \limits _{N}^{\infty }\log \left(1-{\frac {1}{4\,x^{2}}}\right)\,dx\right)\approx \exp \left(\int \limits _{N}^{\infty }-{\frac {1}{4\,x^{2}}}\,dx\right)\approx \exp \left(-{\frac {1}{4\,N}}\right)\approx 1-{\frac {1}{4\,N}}}.
Damit die ersten beiden Nachkommastellen richtig sind, braucht man demzufolge eine Genauigkeit von ca. 0,3 % (3,13/3,14 = 0,997), also etwa {\displaystyle N=60.} Für 3 Nachkommastellen braucht man {\displaystyle N=600,} für 4 Nachkommastellen {\displaystyle N=6000} etc.

## Beweisführungen für das Wallissche Produkt

### Beweis über Integrale von Wurzelfunktionen
Im Folgenden werden zwei Integralgleichungen parallel hergeleitet und tabellarisch gegenübergestellt:
| Es gilt folgende Formel: {\displaystyle 2n\int _{0}^{1}{\frac {x^{2n-1}}{\sqrt {1-x^{2}}}}-(2n+1)\int _{0}^{1}{\frac {x^{2n+1}}{\sqrt {1-x^{2}}}}\mathrm {d} x} {\displaystyle =\int _{0}^{1}2n{\frac {x^{2n-1}}{\sqrt {1-x^{2}}}}-(2n+1){\frac {x^{2n+1}}{\sqrt {1-x^{2}}}}\mathrm {d} x} {\displaystyle ={\biggl [}x^{2n}{\sqrt {1-x^{2}}}{\biggr ]}_{x=0}^{x=1}=0} | Analog hierzu gilt folgende Formel: {\displaystyle (2n+1)\int _{0}^{1}{\frac {x^{2n}}{\sqrt {1-x^{2}}}}-(2n+2)\int _{0}^{1}{\frac {x^{2n+2}}{\sqrt {1-x^{2}}}}\mathrm {d} x} {\displaystyle =\int _{0}^{1}(2n+1){\frac {x^{2n}}{\sqrt {1-x^{2}}}}-(2n+2){\frac {x^{2n+2}}{\sqrt {1-x^{2}}}}\mathrm {d} x} {\displaystyle ={\biggl [}x^{2n+1}{\sqrt {1-x^{2}}}{\biggr ]}_{x=0}^{x=1}=0} |
| Daraus folgt für alle {\displaystyle n\in \mathbb {N} }: {\displaystyle \int _{0}^{1}{\frac {x^{2n+1}}{\sqrt {1-x^{2}}}}\mathrm {d} x={\frac {2n}{2n+1}}\int _{0}^{1}{\frac {x^{2n-1}}{\sqrt {1-x^{2}}}}\mathrm {d} x} | Daraus folgt für alle {\displaystyle n\in \mathbb {N} }: {\displaystyle \int _{0}^{1}{\frac {x^{2n+2}}{\sqrt {1-x^{2}}}}\mathrm {d} x={\frac {2n+1}{2n+2}}\int _{0}^{1}{\frac {x^{2n}}{\sqrt {1-x^{2}}}}\mathrm {d} x} |

Somit sind für alle natürlichen Zahlen folgende zwei Darstellungen über Produktreihen gültig:
{\displaystyle \int _{0}^{1}{\frac {x^{2n+1}}{\sqrt {1-x^{2}}}}\mathrm {d} x=\prod _{m=1}^{n}{\frac {2m}{2m+1}}\int _{0}^{1}{\frac {x}{\sqrt {1-x^{2}}}}\mathrm {d} x}
{\displaystyle \int _{0}^{1}{\frac {x^{2n+2}}{\sqrt {1-x^{2}}}}\mathrm {d} x=\prod _{m=1}^{n}{\frac {2m+1}{2m+2}}\int _{0}^{1}{\frac {x^{2}}{\sqrt {1-x^{2}}}}\mathrm {d} x}
Folgender Grenzwert der Integrale ist gültig:
{\displaystyle \lim _{n\rightarrow \infty }{\biggl [}\int _{0}^{1}{\frac {x^{2n+2}}{\sqrt {1-x^{2}}}}\mathrm {d} x{\biggr ]}{\biggl [}\int _{0}^{1}{\frac {x^{2n+1}}{\sqrt {1-x^{2}}}}\mathrm {d} x{\biggr ]}^{-1}=1}
Durch Einsetzen kommt folgendes Resultat hervor:
{\displaystyle \lim _{n\rightarrow \infty }{\biggl [}\prod _{m=1}^{n}{\frac {2m+1}{2m+2}}\int _{0}^{1}{\frac {x^{2}}{\sqrt {1-x^{2}}}}\mathrm {d} x{\biggr ]}{\biggl [}\prod _{m=1}^{n}{\frac {2m}{2m+1}}\int _{0}^{1}{\frac {x}{\sqrt {1-x^{2}}}}\mathrm {d} x{\biggr ]}^{-1}=1}
{\displaystyle {\biggl \{}\lim _{n\rightarrow \infty }{\biggl [}\prod _{m=1}^{n}{\frac {2m+1}{2m+2}}{\biggr ]}{\biggl [}\prod _{m=1}^{n}{\frac {2m}{2m+1}}{\biggr ]}^{-1}{\biggr \}}{\biggl [}\int _{0}^{1}{\frac {x^{2}}{\sqrt {1-x^{2}}}}\mathrm {d} x{\biggr ]}{\biggl [}\int _{0}^{1}{\frac {x}{\sqrt {1-x^{2}}}}\mathrm {d} x{\biggr ]}^{-1}=1}
{\displaystyle \prod _{m=1}^{\infty }{\frac {(2m+1)^{2}}{2m(2m+2)}}{\biggl [}\int _{0}^{1}{\frac {x^{2}}{\sqrt {1-x^{2}}}}\mathrm {d} x{\biggr ]}{\biggl [}\int _{0}^{1}{\frac {x}{\sqrt {1-x^{2}}}}\mathrm {d} x{\biggr ]}^{-1}=1}
{\displaystyle \prod _{m=1}^{\infty }{\frac {2m(2m+2)}{(2m+1)^{2}}}={\biggl [}\int _{0}^{1}{\frac {x^{2}}{\sqrt {1-x^{2}}}}\mathrm {d} x{\biggr ]}{\biggl [}\int _{0}^{1}{\frac {x}{\sqrt {1-x^{2}}}}\mathrm {d} x{\biggr ]}^{-1}}
Es gelten außerdem diese Integrale aufgrund der im nun Folgenden genannten Ursprungsstammfunktionen:
{\displaystyle \int _{0}^{1}{\frac {x^{2}}{\sqrt {1-x^{2}}}}\mathrm {d} x={\biggl [}{\frac {1}{2}}\arcsin(x)-{\frac {1}{2}}x{\sqrt {1-x^{2}}}{\biggr ]}_{x=0}^{x=1}={\frac {\pi }{4}}}
{\displaystyle \int _{0}^{1}{\frac {x}{\sqrt {1-x^{2}}}}\mathrm {d} x={\biggl [}1-{\sqrt {1-x^{2}}}{\biggr ]}_{x=0}^{x=1}=1}
Deswegen gilt
{\displaystyle \prod _{m=1}^{\infty }{\frac {2m(2m+2)}{(2m+1)^{2}}}={\frac {\pi }{4}}}.
Direkt daraus folgt
{\displaystyle \prod _{i=1}^{\infty }{\frac {4i^{2}}{(2i-1)(2i+1)}}={\frac {\pi }{2}}}.

### Beweisskizze über die Integrale der Sinuspotenzen
Man definiert {\displaystyle C_{n}(x):=\int \limits _{0}^{x}\sin ^{n}(t)dt}, für welche die Rekursionsformel {\displaystyle (n+1)C_{n+1}(x)=-\cos(x)\sin ^{n}(x)+nC_{n-1}(x)} gilt.
Insbesondere erhält man für {\displaystyle c_{n}:=C_{n}(\pi /2)} die Formel {\displaystyle c_{n+1}={\frac {n}{n+1}}c_{n-1}}.
Man berechnet {\displaystyle c_{2m}={\frac {\pi }{2}}{\frac {1}{4^{m}}}{\binom {2m}{m}}} und {\displaystyle c_{2m+1}={\frac {4^{m}}{2m+1}}/{\binom {2m}{m}}}.
Nun gilt {\displaystyle {\frac {n}{n+1}}={\frac {c_{n+1}}{c_{n}}}{\frac {c_{n}}{c_{n-1}}}<{\frac {c_{n+1}}{c_{n}}}<1}, und daher {\displaystyle 1<{\frac {c_{2m}}{c_{2m+1}}}=\pi (m+{\frac {1}{2}}){\binom {2m}{m}}^{2}4^{-2m}<1+{\frac {1}{2m}}}.
Insbesondere also {\displaystyle {\sqrt {\pi }}=\lim _{m\rightarrow \infty }{\frac {1}{\sqrt {m}}}{\frac {2\cdot 4\cdot \cdot \cdot (2m)}{1\cdot 3\cdot \cdot \cdot (2m-1)}}=\lim _{m\to \infty }{\frac {1}{\sqrt {m}}}{\frac {(2m)!!}{(2m-1)!!}}}, aus der man durch quadrieren die übliche Formel erhält.

## Analoge Produktreihen

### Elementare Produktreihen
Gegeben ist das Standardprodukt nach Wallis in diesem Muster:
{\displaystyle \prod _{n=1}^{\infty }{\frac {4n^{2}}{(2n-1)(2n+1)}}=\prod _{n=1}^{\infty }{\frac {4n^{2}}{4n^{2}-1}}={\frac {1}{2}}\pi }
Analog ergibt sich mit oben beschriebenen Herleitungsverfahren:
{\displaystyle \prod _{n=1}^{\infty }{\frac {9n^{2}}{(3n-1)(3n+1)}}=\prod _{n=1}^{\infty }{\frac {9n^{2}}{9n^{2}-1}}={\frac {2}{9}}{\sqrt {3}}\,\pi }
{\displaystyle \prod _{n=1}^{\infty }{\frac {16n^{2}}{(4n-1)(4n+1)}}=\prod _{n=1}^{\infty }{\frac {16n^{2}}{16n^{2}-1}}={\frac {1}{4}}{\sqrt {2}}\,\pi }
Generell gilt:
{\displaystyle \prod _{n=1}^{\infty }{\frac {z^{2}n^{2}}{(zn-1)(zn+1)}}=\prod _{n=1}^{\infty }{\frac {z^{2}n^{2}}{z^{2}n^{2}-1}}={\frac {\pi }{z}}\csc {\bigl (}{\frac {\pi }{z}}{\bigr )}={\frac {1}{\operatorname {si} (\pi /z)}}}
Mit dem Ausdruck si wird der Kardinalsinus dargestellt. Wenn bei der gezeigten Produktreihe der Grenzwert für z gegen Unendlich berechnet wird, dann erscheint an allen Stellen dieser Gleichungskette der Wert Eins.

### Elliptische Produktreihen
Für alle Wallisschen Produkte des folgenden Musters gilt in Bezug auf die Eulersche Betafunktion diese Identität:
{\displaystyle \prod _{m=1}^{\infty }{\frac {zm(zm+2)}{(zm+1)^{2}}}={\frac {1}{2z}}\beta {\bigl (}{\frac {1}{z}}{\bigr )}={\frac {\Pi (1/z)^{2}}{\Pi (2/z)}}}
Der Buchstabe Π auf der rechten Seite der Gleichungskette stellt die Gaußsche Pifunktion dar.
Gegeben ist nun das Standardprodukt nach Wallis in nachfolgendem Muster:
{\displaystyle \prod _{m=1}^{\infty }{\frac {2m(2m+2)}{(2m+1)^{2}}}={\frac {\pi }{4}}}
Wenn die Zahl Zwei durch die Zahl Drei ersetzt wird, dann entsteht folgender Äquianharmonisch elliptischer Wert:
{\displaystyle \prod _{m=1}^{\infty }{\frac {3m(3m+2)}{(3m+1)^{2}}}={\frac {1}{3}}{\sqrt[{3}]{2}}\,{\sqrt[{4}]{3}}\,K{\bigl [}\sin {\bigl (}{\frac {1}{12}}\pi {\bigr )}{\bigr ]}=\omega _{2}/{\sqrt {3}}}
Auch ein äquianharmonischer Wert entsteht dann, wenn die Zahl Drei durch die Zahl Sechs ersetzt wird:
{\displaystyle \prod _{m=1}^{\infty }{\frac {6m(6m+2)}{(6m+1)^{2}}}={\frac {1}{6}}{\sqrt[{3}]{4}}\,{\sqrt[{4}]{27}}\,K{\bigl [}\sin {\bigl (}{\frac {1}{12}}\pi {\bigr )}{\bigr ]}=\omega _{2}/{\sqrt[{3}]{4}}}
Wenn die Zahl Zwei durch die Zahl Vier ersetzt wird, dann entsteht folgender Lemniskatisch elliptischer Wert:
{\displaystyle \prod _{m=1}^{\infty }{\frac {4m(4m+2)}{(4m+1)^{2}}}={\frac {1}{2}}\,K{\bigl (}{\frac {1}{2}}{\sqrt {2}}{\bigr )}={\frac {1}{4}}{\sqrt {2}}\,\varpi }
Auch ein lemniskatischer Wert entsteht dann, wenn die Zahl Vier durch die Zahl Zwölf ersetzt wird:
{\displaystyle \prod _{m=1}^{\infty }{\frac {12m(12m+2)}{(12m+1)^{2}}}={\frac {1}{12}}{\sqrt[{4}]{3}}\,{\sqrt[{6}]{32}}\,({\sqrt {3}}+1)\,K{\bigl (}{\frac {1}{2}}{\sqrt {2}}{\bigr )}={\frac {1}{12}}{\sqrt[{3}]{2}}\,{\sqrt[{4}]{3}}\,({\sqrt {3}}+1)\,\varpi }
Wenn jedoch die Zahlen Acht, Zwanzig oder Vierundzwanzig eingesetzt wird, dann entstehen die elliptischen K-Integrale aus anderen ebenso elementar darstellbaren Modulen:
{\displaystyle \prod _{m=1}^{\infty }{\frac {8m(8m+2)}{(8m+1)^{2}}}={\frac {1}{2}}{\sqrt[{4}]{2}}\,K{\bigl (}{\sqrt {2}}-1{\bigr )}}
{\displaystyle \prod _{m=1}^{\infty }{\frac {20m(20m+2)}{(20m+1)^{2}}}=2^{3/20}5^{-3/8}({\sqrt {5}}-1)^{1/4}\cos {\bigl (}{\frac {1}{20}}\pi {\bigr )}\,K{\bigl \{}\sin {\bigl [}{\frac {1}{2}}\arcsin {\bigl (}{\sqrt {5}}-2{\bigr )}{\bigr ]}{\bigr \}}}
{\displaystyle \prod _{m=1}^{\infty }{\frac {24m(24m+2)}{(24m+1)^{2}}}=2^{-13/12}3^{-1/4}({\sqrt {2}}+1)({\sqrt {3}}-1)\,K{\bigl [}{\bigl (}2-{\sqrt {3}}{\bigr )}{\bigl (}{\sqrt {3}}-{\sqrt {2}}{\bigr )}{\bigr ]}}
Das Vollständige elliptische Integral erster Art ist so definiert:
{\displaystyle K(\varepsilon )=\int _{0}^{\pi /2}{\frac {1}{\sqrt {1-\varepsilon ^{2}\sin(\varphi )^{2}}}}\,\mathrm {d} \varphi }
Deswegen gilt auch:
{\displaystyle K(\varepsilon )=\int _{0}^{1}{\frac {2}{\sqrt {(x^{2}+1)^{2}-4\varepsilon ^{2}x^{2}}}}\,\mathrm {d} x}
Wenn ein solches Produkt nach dem Schema des Wallisschen Produktes als elementares Vielfaches vom K-Integral eines elementaren elliptischen Moduls dargestellt werden kann, dann ist der elliptische Modul selbst immer ein Elliptischer Lambda-Stern-Wert von einer rationalen Zahl. Das K-Integral selbst von solch einem Modul wird immer im Deutschen als Singulärer Elliptischer Integralwert und im Englischen als Elliptic Integral Singular Value bezeichnet. Diese Darstellung solcher Produktreihen nach dem gezeigten Schema mit dem K-Integral funktioniert jedoch nicht für alle Zahlen als gezeigte Vorfaktoren in der Produktreihe. Denn wenn statt der Zahlen 2, 3, 4, 6, 8, 12, 20 und 24 andere Zahlen wie beispielsweise 5 oder 7 eingesetzt werden, dann ist die Darstellung in diesem Muster nicht möglich.

## Anwendung bei Beweisen

### Beweis des Glockenkurvenintegrals
Das Integral der Gaußschen Glockenkurve kann mit Hilfe des Wallisschen Produktes bewiesen werden. Hierfür kann folgende Beweisführung formuliert werden:
| Es gilt folgende Formel: {\displaystyle 2n\int _{0}^{\infty }x^{2n-1}\exp(-x^{2})\,\mathrm {d} x-2\int _{0}^{\infty }x^{2n+1}\exp(-x^{2})\,\mathrm {d} x=} {\displaystyle \int _{0}^{\infty }2n\,x^{2n-1}\exp(-x^{2})-2x^{2n+1}\exp(-x^{2})\,\mathrm {d} x=} {\displaystyle ={\biggl [}x^{2n}\exp(-x^{2}){\biggr ]}_{x=0}^{x=\infty }=0} | Analog hierzu gilt folgende Formel: {\displaystyle (2n+1)\int _{0}^{\infty }x^{2n}\exp(-x^{2})\,\mathrm {d} x-2\int _{0}^{\infty }x^{2n+2}\exp(-x^{2})\,\mathrm {d} x=} {\displaystyle \int _{0}^{\infty }(2n+1)\,x^{2n}\exp(-x^{2})-2x^{2n+2}\exp(-x^{2})\,\mathrm {d} x=} {\displaystyle ={\biggl [}x^{2n+1}\exp(-x^{2}){\biggr ]}_{x=0}^{x=\infty }=0} |
| Daraus folgt für alle {\displaystyle n\in \mathbb {N} }: {\displaystyle \int _{0}^{\infty }x^{2n+1}\exp(-x^{2})\mathrm {d} x=n\int _{0}^{\infty }x^{2n-1}\exp(-x^{2})\mathrm {d} x} | Daraus folgt für alle {\displaystyle n\in \mathbb {N} }: {\displaystyle \int _{0}^{\infty }x^{2n+2}\exp(-x^{2})\mathrm {d} x={\frac {1}{2}}(2n+1)\int _{0}^{\infty }x^{2n}\exp(-x^{2})\mathrm {d} x} |

Außerdem gilt:
{\displaystyle \int _{0}^{\infty }\exp(-x^{2})-2x^{2}\exp(-x^{2})\,\mathrm {d} x={\biggl [}x\exp(-x^{2}){\biggr ]}_{x=0}^{x=\infty }=0}
{\displaystyle \int _{0}^{\infty }x^{2}\exp(-x^{2})\,\mathrm {d} x={\frac {1}{2}}\int _{0}^{\infty }\exp(-x^{2})\,\mathrm {d} x}
Somit sind für alle natürlichen Zahlen folgende Darstellungen über Produktreihen gültig:
{\displaystyle \int _{0}^{\infty }x^{2n+1}\exp(-x^{2})\,\mathrm {d} x=\prod _{m=1}^{n}m\int _{0}^{\infty }x\exp(-x^{2})\,\mathrm {d} x}
{\displaystyle \int _{0}^{\infty }x^{2n+2}\exp(-x^{2})\,\mathrm {d} x=\prod _{m=1}^{n}{\frac {1}{2}}(2m+1)\int _{0}^{\infty }x^{2}\exp(-x^{2})\,\mathrm {d} x}
{\displaystyle \int _{0}^{\infty }x^{2n}\exp(-x^{2})\,\mathrm {d} x=\prod _{m=1}^{n}{\frac {1}{2}}(2m-1)\int _{0}^{\infty }\exp(-x^{2})\,\mathrm {d} x}
Folgender Grenzwert der Integrale ist gültig:
{\displaystyle \lim _{n\rightarrow \infty }{\biggl [}\int _{0}^{\infty }x^{2n}\exp(-x^{2})\,\mathrm {d} x{\biggr ]}{\biggl [}\int _{0}^{\infty }x^{2n+2}\exp(-x^{2})\,\mathrm {d} x{\biggr ]}{\biggl [}\int _{0}^{\infty }x^{2n+1}\exp(-x^{2})\,\mathrm {d} x{\biggr ]}^{-2}=1}
Durch Einsetzen kommt folgendes Resultat hervor:
{\displaystyle \lim _{n\rightarrow \infty }{\biggl [}\prod _{m=1}^{n}{\frac {1}{2}}(2m-1)\int _{0}^{\infty }\exp(-x^{2})\,\mathrm {d} x{\biggr ]}{\biggl [}\prod _{m=1}^{n}{\frac {1}{2}}(2m+1)\int _{0}^{\infty }x^{2}\exp(-x^{2})\,\mathrm {d} x{\biggr ]}{\biggl [}\prod _{m=1}^{n}m\int _{0}^{\infty }x\exp(-x^{2})\,\mathrm {d} x{\biggr ]}^{-2}=1}
{\displaystyle \prod _{m=1}^{\infty }{\frac {(2m-1)(2m+1)}{4m^{2}}}{\biggl [}\int _{0}^{\infty }\exp(-x^{2})\,\mathrm {d} x{\biggr ]}{\biggl [}\int _{0}^{\infty }x^{2}\exp(-x^{2})\,\mathrm {d} x{\biggr ]}{\biggl [}\int _{0}^{\infty }x\exp(-x^{2})\,\mathrm {d} x{\biggr ]}^{-2}=1}
{\displaystyle \prod _{m=1}^{\infty }{\frac {(2m-1)(2m+1)}{4m^{2}}}{\biggl [}\int _{0}^{\infty }\exp(-x^{2})\,\mathrm {d} x{\biggr ]}^{2}{\biggl [}\int _{0}^{\infty }x\exp(-x^{2})\,\mathrm {d} x{\biggr ]}^{-2}=2}
{\displaystyle {\biggl [}\int _{0}^{\infty }\exp(-x^{2})\,\mathrm {d} x{\biggr ]}^{2}{\biggl [}\int _{0}^{\infty }x\exp(-x^{2})\,\mathrm {d} x{\biggr ]}^{-2}=2\prod _{m=1}^{\infty }{\frac {4m^{2}}{(2m-1)(2m+1)}}=\pi }
Außerdem gilt dieses Integral:
{\displaystyle \int _{0}^{\infty }x\exp(-x^{2})\,\mathrm {d} x={\biggl [}{\frac {1}{2}}-{\frac {1}{2}}\exp(-x^{2}){\biggr ]}_{x=0}^{x=\infty }={\frac {1}{2}}}
Soergibt sich diese Fortführung der Gleichungsliste:
{\displaystyle {\biggl [}\int _{0}^{\infty }\exp(-x^{2})\,\mathrm {d} x{\biggr ]}^{2}{\biggl [}\int _{0}^{\infty }x\exp(-x^{2})\,\mathrm {d} x{\biggr ]}^{-2}=\pi }
{\displaystyle {\biggl [}\int _{0}^{\infty }\exp(-x^{2})\,\mathrm {d} x{\biggr ]}^{2}{\bigl (}{\frac {1}{2}}{\bigr )}^{-2}=\pi }
{\displaystyle \int _{0}^{\infty }\exp(-x^{2})\,\mathrm {d} x={\frac {1}{2}}{\sqrt {\pi }}}
QUOD ERAT DEMONSTRANDUM

### Analoge Beweise mit Wallis-Produkten
Auch für weitere Integrale nach dem Schema der Gaussschen Glockenkurve können die Wallisschen Produkte herangezogen werden. Mit dem soeben beschriebenen Mechanismus können auch analoge weitere Integrale zu Wallisschen Produkten umgeformt werden. So sind im Anschluss auch Umformungen zu Integralprodukten aus Integralen mit elliptisch darstellbaren Stammfunktionen möglich:
{\displaystyle \int _{0}^{\infty }\exp(-x^{3})\,\mathrm {d} x={\biggl [}{\frac {1}{3}}\prod _{n=1}^{\infty }{\frac {(3n)^{3}}{(3n-2)(3n+1)^{2}}}{\biggr ]}^{1/3}}
{\displaystyle \int _{0}^{\infty }\exp(-x^{4})\,\mathrm {d} x={\biggl [}{\frac {1}{4}}\prod _{n=1}^{\infty }{\frac {(4n)^{4}}{(4n-3)(4n+1)^{3}}}{\biggr ]}^{1/4}}
{\displaystyle \int _{0}^{\infty }\exp(-x^{5})\,\mathrm {d} x={\biggl [}{\frac {1}{5}}\prod _{n=1}^{\infty }{\frac {(5n)^{5}}{(5n-4)(5n+1)^{4}}}{\biggr ]}^{1/5}}
Und generell kann auf der gezeigten Beweisführung im vorherigen Abschnitt so auch diese Formel genannt werden:
{\displaystyle \int _{0}^{\infty }\exp(-x^{a})\,\mathrm {d} x={\biggl [}{\frac {1}{a}}\prod _{n=1}^{\infty }{\frac {(an)^{a}}{(an+1-a)(an+1)^{a-1}}}{\biggr ]}^{1/a}}
Für alle natürlichen Zahlen a ist diese Formel gültig. So ist ein Zugang zur Umformung von den Exponentialfunktionsintegralen zu den Wurzelfunktionsintegralen ermöglicht. Generell lässt sich basierend auf der durch Leonhard Euler gegebenen Definition diese Formel direkt aufstellen:
{\displaystyle \int _{0}^{\infty }\exp(-x^{n})\,\mathrm {d} x=\Pi {\bigl (}{\frac {1}{n}}{\bigr )}}
Diese Formel über die Gaußsche Pifunktion ist für alle natürlichen Zahlen n gültig. Und es gilt auch:
{\displaystyle {\frac {\Pi (1/n)^{2}}{\Pi (2/n)}}=\prod _{m=1}^{\infty }{\frac {n\,m(n\,m+2)}{(n\,m+1)^{2}}}=\int _{0}^{1}{\frac {1}{(x^{n}+1)^{2/n}}}\,\mathrm {d} x}
Wenn für den Wert a der Nachfolger einer Zweierpotenz gewählt wird, dann kann darauf basierend sogar stets eine vereinfachende Integralfaktorisation durchgeführt werden:
{\displaystyle \int _{0}^{\infty }\exp(-x^{3})\,\mathrm {d} x=\Pi ({\tfrac {1}{3}})={\biggl [}\Pi ({\tfrac {1}{3}})\Pi ({\tfrac {2}{3}}){\frac {\Pi ({\tfrac {1}{3}})^{2}}{\Pi ({\tfrac {2}{3}})}}{\biggr ]}^{1/3}={\biggl [}{\tfrac {2}{9}}\pi \csc {\bigl (}{\tfrac {1}{3}}\pi {\bigr )}{\frac {\Pi ({\tfrac {1}{3}})^{2}}{\Pi ({\tfrac {2}{3}})}}{\biggr ]}^{1/3}={\biggl \{}{\tfrac {2}{9}}\pi \csc {\bigl (}{\tfrac {1}{3}}\pi {\bigr )}{\biggl [}\int _{0}^{1}{\frac {1}{(x^{3}+1)^{2/3}}}\,\mathrm {d} x{\biggr ]}{\biggr \}}^{1/3}}
{\displaystyle \int _{0}^{\infty }\exp(-x^{5})\,\mathrm {d} x=\Pi ({\tfrac {1}{5}})={\biggl [}\Pi ({\tfrac {1}{5}})\Pi ({\tfrac {4}{5}}){\frac {\Pi ({\tfrac {1}{5}})^{4}}{\Pi ({\tfrac {2}{5}})^{2}}}\,{\frac {\Pi ({\tfrac {2}{5}})^{2}}{\Pi ({\tfrac {4}{5}})}}{\biggr ]}^{1/5}={\biggl [}{\tfrac {4}{25}}\pi \csc {\bigl (}{\tfrac {1}{5}}\pi {\bigr )}{\frac {\Pi ({\tfrac {1}{5}})^{4}}{\Pi ({\tfrac {2}{5}})^{2}}}\,{\frac {\Pi ({\tfrac {2}{5}})^{2}}{\Pi ({\tfrac {4}{5}})}}{\biggr ]}^{1/5}=}
{\displaystyle ={\biggl \{}{\tfrac {4}{25}}\pi \csc {\bigl (}{\tfrac {1}{5}}\pi {\bigr )}{\biggl [}\int _{0}^{1}{\frac {1}{(x^{5}+1)^{2/5}}}\,\mathrm {d} x{\biggr ]}^{2}{\biggl [}\int _{0}^{1}{\frac {1}{(x^{5/2}+1)^{4/5}}}\,\mathrm {d} x{\biggr ]}{\biggr \}}^{1/5}}
{\displaystyle \int _{0}^{\infty }\exp(-x^{9})\,\mathrm {d} x=\Pi ({\tfrac {1}{9}})={\biggl [}\Pi ({\tfrac {1}{9}})\Pi ({\tfrac {8}{9}}){\frac {\Pi ({\tfrac {1}{9}})^{8}}{\Pi ({\tfrac {2}{9}})^{4}}}\,{\frac {\Pi ({\tfrac {2}{9}})^{4}}{\Pi ({\tfrac {4}{9}})^{2}}}\,{\frac {\Pi ({\tfrac {4}{9}})^{2}}{\Pi ({\tfrac {8}{9}})}}{\biggr ]}^{1/9}={\biggl [}{\tfrac {8}{81}}\pi \csc {\bigl (}{\tfrac {1}{9}}\pi {\bigr )}{\frac {\Pi ({\tfrac {1}{9}})^{8}}{\Pi ({\tfrac {2}{9}})^{4}}}\,{\frac {\Pi ({\tfrac {2}{9}})^{4}}{\Pi ({\tfrac {4}{9}})^{2}}}\,{\frac {\Pi ({\tfrac {4}{9}})^{2}}{\Pi ({\tfrac {8}{9}})}}{\biggr ]}^{1/9}=}
{\displaystyle ={\biggl \{}{\tfrac {8}{81}}\pi \csc {\bigl (}{\tfrac {1}{9}}\pi {\bigr )}{\biggl [}\int _{0}^{1}{\frac {1}{(x^{9}+1)^{2/9}}}\,\mathrm {d} x{\biggr ]}^{4}{\biggl [}\int _{0}^{1}{\frac {1}{(x^{9/2}+1)^{4/9}}}\,\mathrm {d} x{\biggr ]}^{2}{\biggl [}\int _{0}^{1}{\frac {1}{(x^{9/4}+1)^{8/9}}}\,\mathrm {d} x{\biggr ]}{\biggr \}}^{1/9}}

## Physik
Von Tamar Friedmann, C. R. Hagen und Studenten der Uni. Rochester (USA) wurde 2015 eine Anwendung dieses Produkts bei der Berechnung des Fehlers der quantenmechanischen Variationsrechnung der Energieeigenzustände im angeregten Wasserstoffatom relativ zur Lösung im Bohr’schen Atommodell entdeckt.